# Kombos
Het Kombos is een natuurgebied in de provincie Utrecht. Het landgoed ligt in de driehoek Woudenbergseweg, Scherpenzeelseweg en Parallelweg in Maarsbergen. Het dankt zijn naam aan de inmiddels verdwenen eendenkooi De Kom. Het Kombos is ongeveer 40 hectare groot en bestaat vrijwel volledig uit bos- en natuurterrein. Direct ten westen van het Kombos ligt het landgoed Maarsbergen, waar het tot 1970 ook deel van uitmaakte.

## Landschap
Het Kombos is gelegen op de overgang van de stuwheuvels van de Utrechtse Heuvelrug en de Gelderse Vallei. Vanaf de middeleeuwen tot 1700 was vanwege het vele aanwezige water de enige economische activiteit een eendenkooi. Na 1700 werden, door een verbeterde afwatering, de landbouw en veeteelt steeds belangrijker in het Kombos. In de twintigste eeuw is de meeste landbouwgrond terug gegeven aan de natuur. De afwisseling van water, bos en weilanden oefent nu een sterke aantrekkingskracht uit op allerlei dier- en plantsoorten.

## Fotogalerij

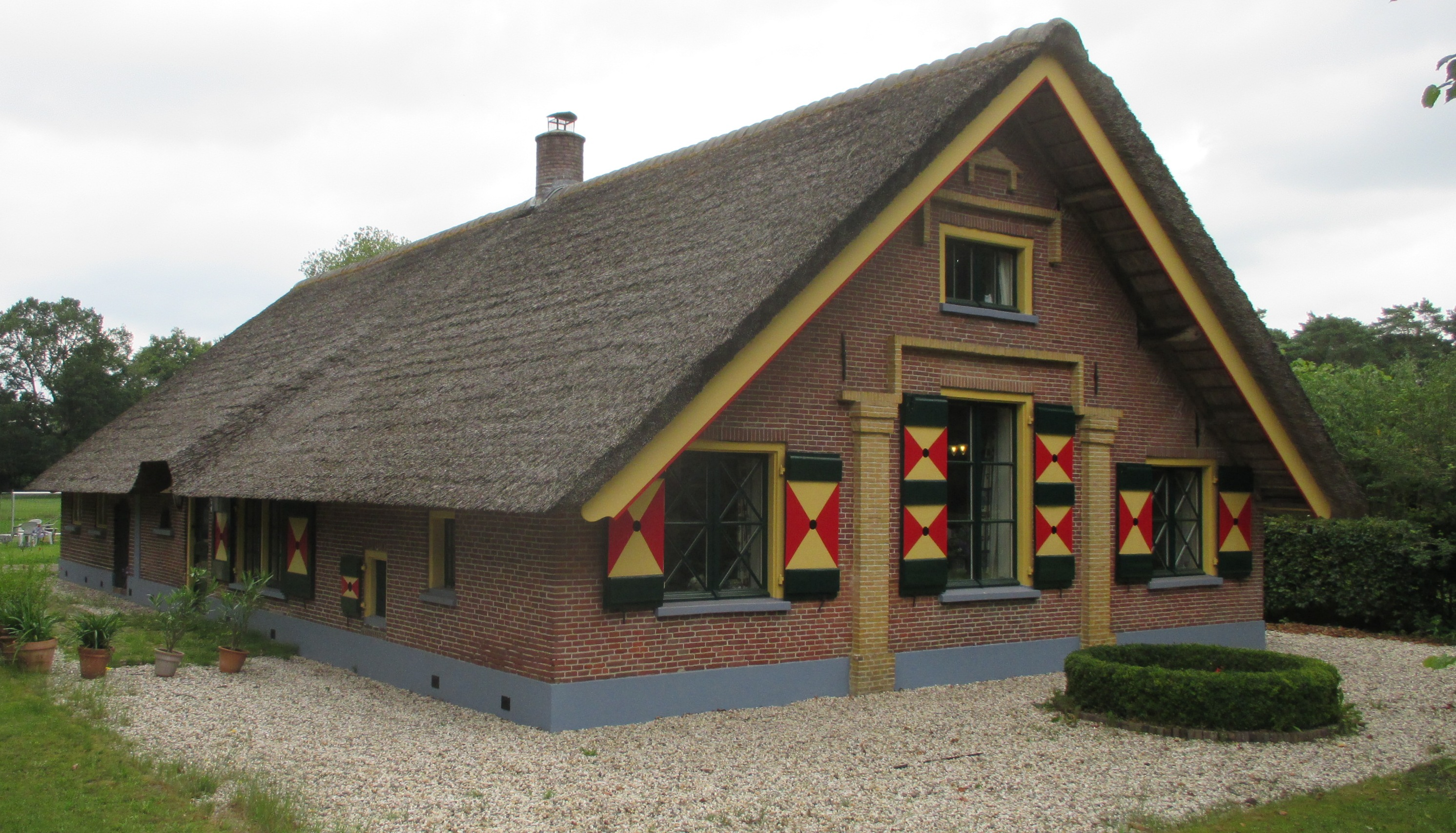
Het Blauwe Huis: boerderij uit 1849
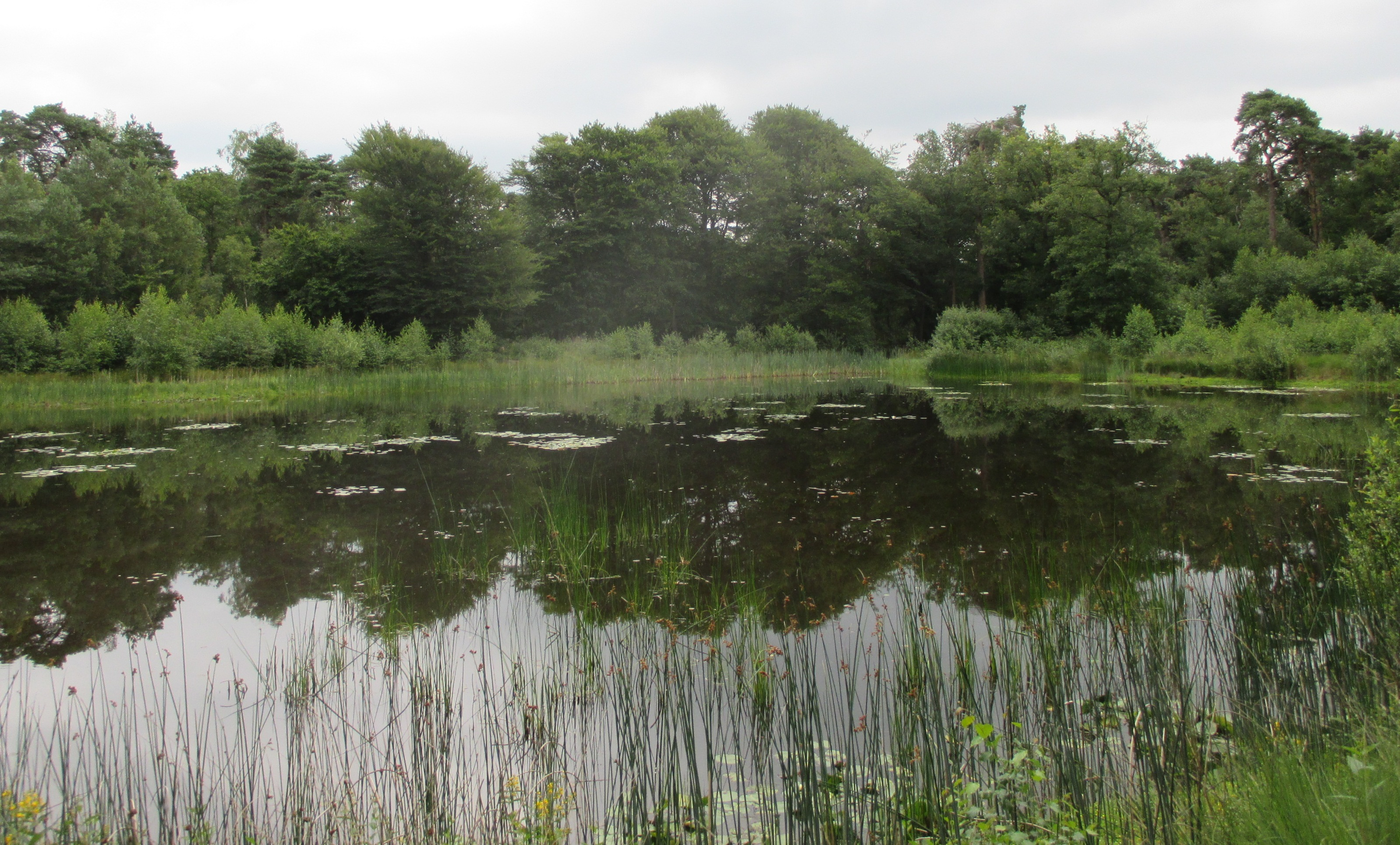
Voormalige eendenkooi De Kom
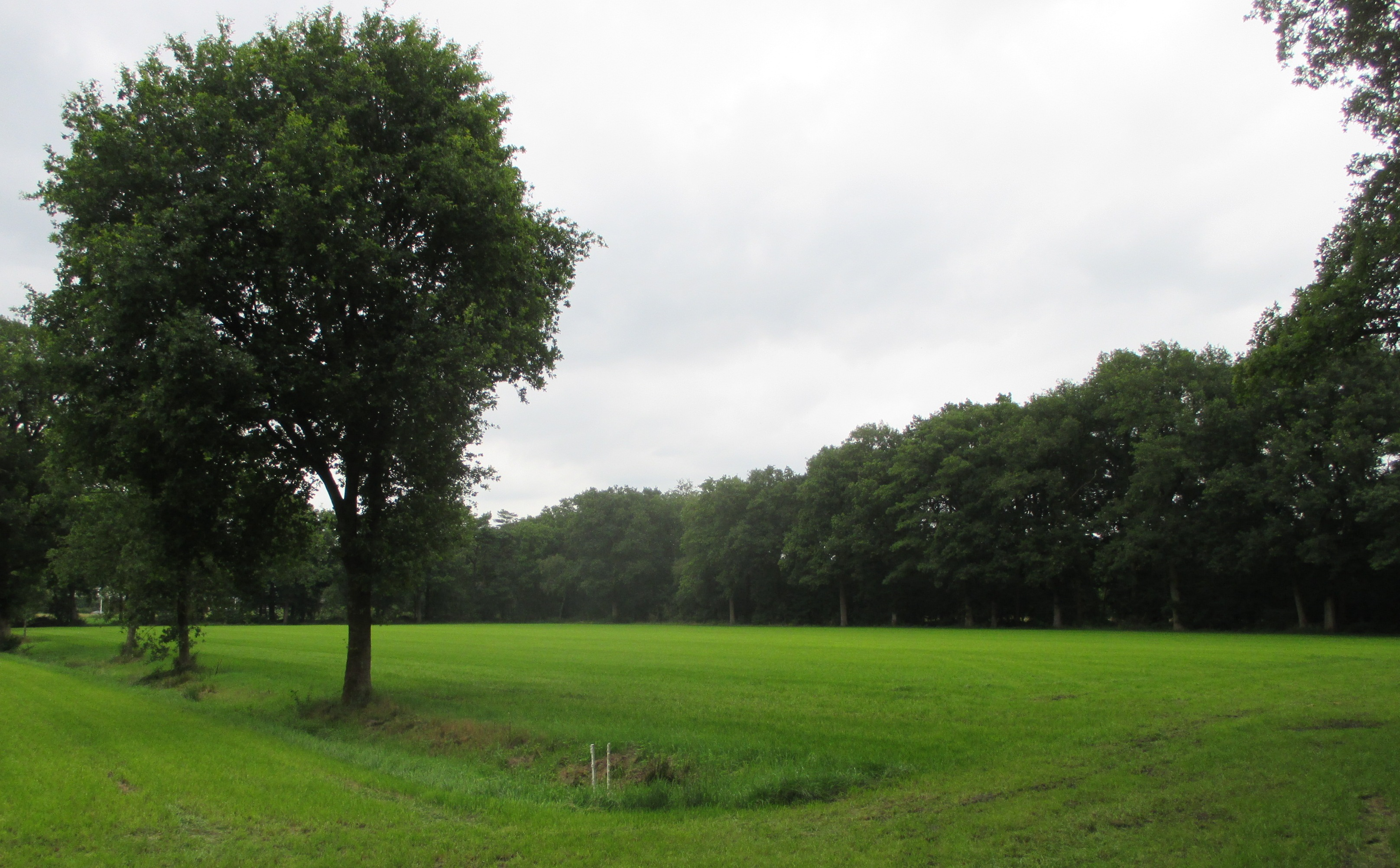
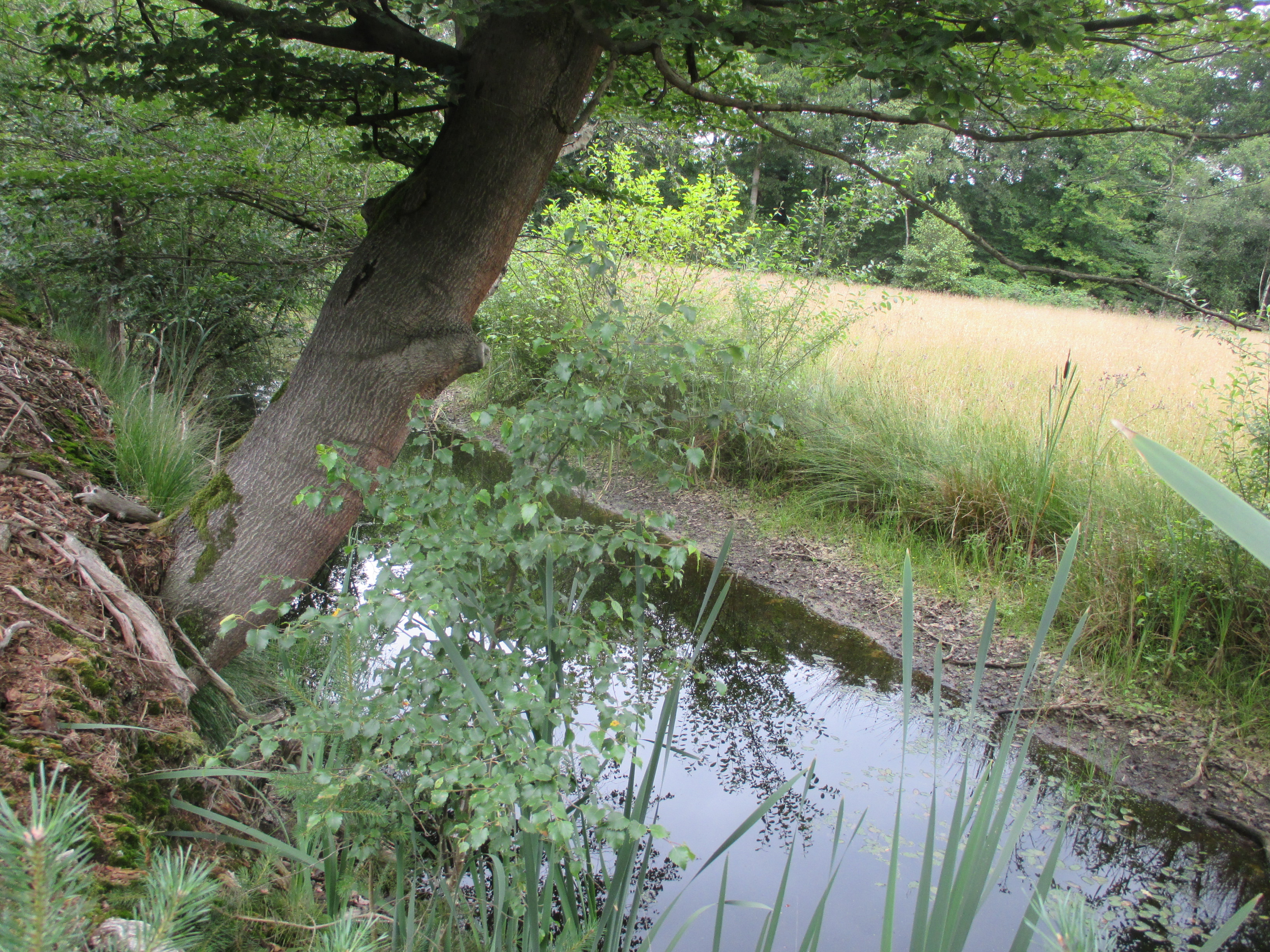
Afwateringssloot
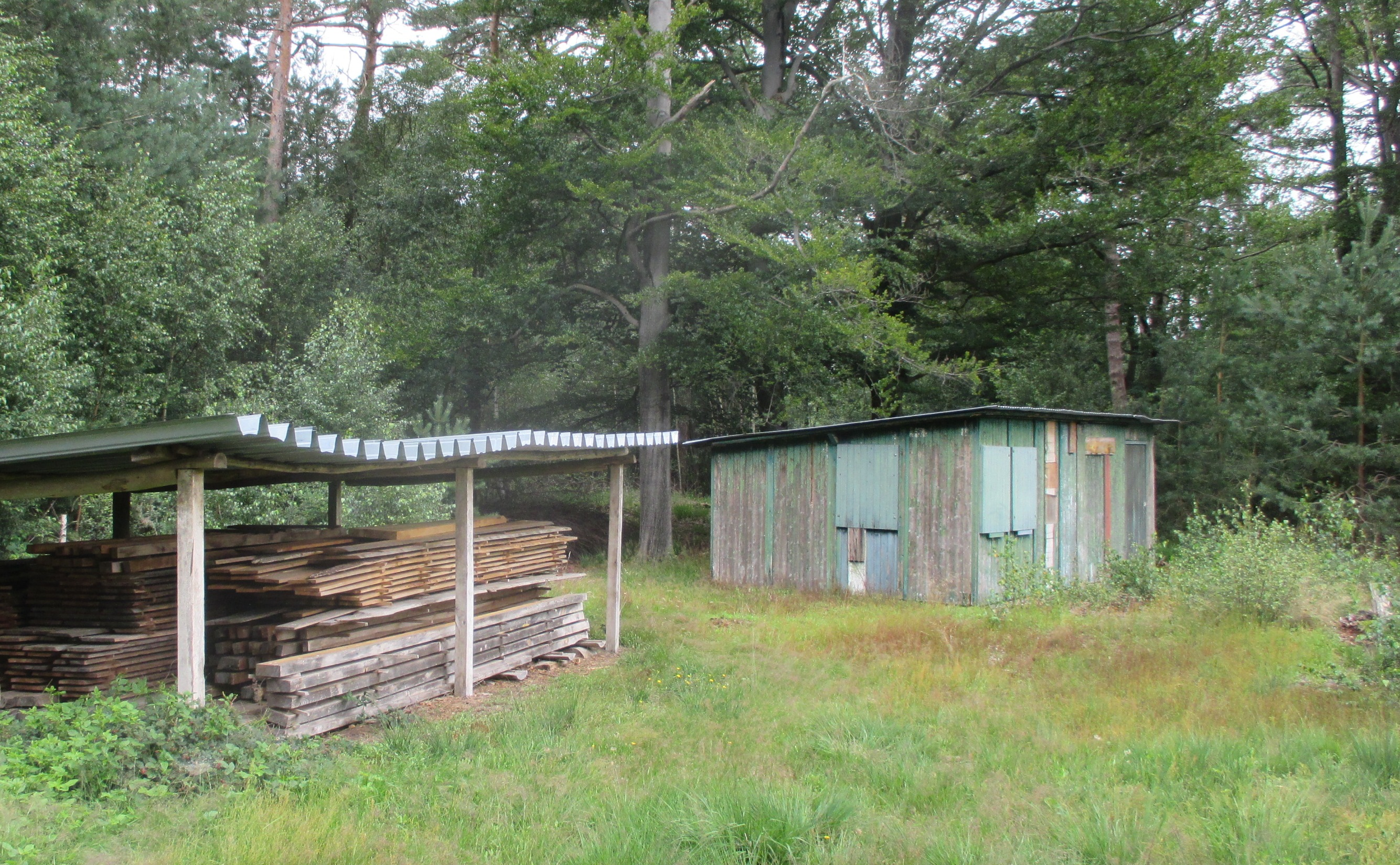
Boswachtershut met houtopslag
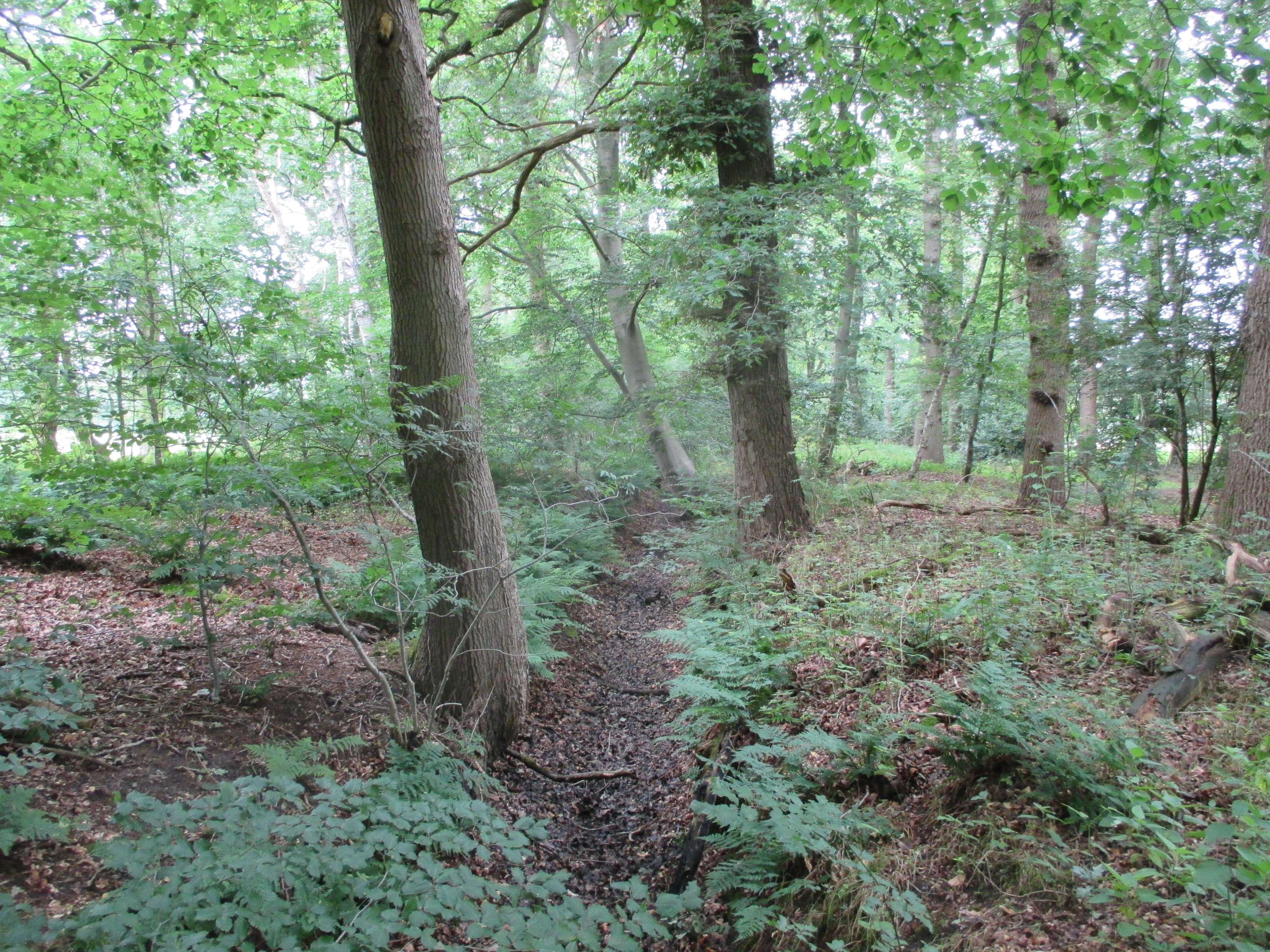
Rabattenbos